# فيروس البي كيه
ينتمي فيروس بي كيه (بالإنجليزية: BK polyomavirus  
)‏ إلى عائلة الفيروسات التورامية. تعد العدوى السابقة بفيروس بي كيه شائعة، ولكن العقابيل الخطيرة للعدوى غير شائعة لدى المصابين، باستثناء ناقصي المناعة والمثبطين مناعيًا. تعد تسمية بي كيه اختصارًا لاسم أول مريض عُزل منه الفيروس عام 1971 (كان المريض يبلغ من العمر آنذاك 29 عامًا).

## العلامات والأعراض
نادرًا ما يتسبب فيروس بي كيه في حدوث المرض، ويصيب عادةً المرضى الذين خضعوا لعملية زرع كلية؛ لا يظهِر أغلب المصابين بهذا الفيروس أي أعراض. إذا ظهرت الأعراض، فإنها تميل إلى أن تكون خفيفة: عدوى الجهاز التنفسي أو الحمى. تُعرف هذه الأعراض بعدوى بي كيه الأولية. على الرغم من عدم وجود أي أعراض سريرية، عُثر على آثار لفيروس بي كيه في عينات من الإناث اللاتي حدث لديهن الإجهاض التلقائي. عُثر أيضًا على أضداد لفيروس بي كيه في مصل النساء اللاتي عانين من إجهاض تلقائي، وكذلك لدى النساء اللاتي أجرين وقفًا طوعيًا للحمل.
ينتقل الفيروس بعد ذلك إلى الكليتين والمسالك البولية حيث يبقى مدى حياة الفرد. يُعتقد أن ما يصل إلى 80٪ من البشر يحملون شكلًا كامنًا من هذا الفيروس، ويبقى كامنًا حتى يتعرض الجسم لشكل من أشكال التثبيط المناعي. يجرى التثبيط المناعي عادةً في حالات زرع الكلية أو زرع عدة أعضاء. تظهر الأعراض لدى هؤلاء الأفراد المثبطين مناعيًا بصورة أشد. تشمل المظاهر السريرية الخلل الكلوي (يُلاحظ من خلال الارتفاع التدريجي في كرياتينين المصل)، وتحليل البول غير الطبيعي الذي يكشف عن وجود خلايا أنبوبية كلوية وخلايا التهابية في البول.

## الأسباب

### الانتقال
تعد آلية انتقال الفيروس مجهولة. لكن، من المعروف أن الفيروس ينتقل من شخص لآخر وليس من مصدر حيواني. اقتُرح أن هذا الفيروس قد ينتقل عن طريق المفرزات التنفسية أو البول، إذ يفرز الأفراد المصابون الفيروس ضمن البول دوريًا. أظهرت دراسة استقصائية أجريت على 400 متبرع بالدم من الأصحاء أن 82٪ منهم كانوا إيجابيي الغلوبيولين المناعي جي ضد فيروس بي كيه.

### عوامل الخطورة
في بعض مرضى زرع الكلية، تنجم آثار جانبية عن الاستخدام الضروري للأدوية المثبطة للمناعة، إذ تسمح الأدوية للفيروس بالتكاثر داخل الطعم (الكلية المزروعة)، ليسبب مرضًا يدعى اعتلال الكلية بفيروس بي كيه. يطور 1-10٪ من مرضى زرع الكلية اعتلال كلية مرتبط بفيروس بي كيه (بي كيه فّي أيه إن) ويخسر ما يصل إلى 80٪ من هؤلاء المرضى الطعم. يمكن أن تحدث بداية التهاب الكلية في وقت مبكر يصل إلى عدة أيام بعد الزرع أو في وقت متأخر يصل إلى 5 سنوات.
يرتبط الفيروس أيضًا بتضيق الحالب والتهاب الكلية الخلالي. في حالات زرع نقي العظم، يُعرف الفيروس بكونه سببًا لالتهاب المثانة النزفي لدى المتلقي.
يعد وجود حمل فيروسي أكبر من 185,000 فيروس/مل عند أول تشخيص إيجابي لفيروس بي كيه المؤشر الأقوى إلى وجود اعتلال كلية بفيروس بي كيه (النوعية 97٪ والحساسية 75٪). بالإضافة إلى ذلك، وُجد أن ذروة الحمل الفيروسي لفيروس بي كيه في الدم البالغة 223,000 فيروس/مل في أي وقت كان يشير إلى حدوث اعتلال كلية بفيروس بي كيه (النوعية 91٪ والحساسية 88٪).

## التشخيص
يمكن تشخيص هذا الفيروس عن طريق فحص الدم الخاص بفيروس بي كيه أو البحث عن خلايا الطعم في اختبار البول، بالإضافة إلى إجراء خزعة الكلية. تُجرى اختبارات تفاعل البولميراز المتسلسل لتحديد نوع الفيروس.